# この世の花
『この世の花』（このよのはな）は、北條誠の小説。また、それを原作とする映像化作品およびその同名主題歌。
ラジオドラマ化をきっかけに人気を博し、1955年（昭和30年）から松竹大船撮影所の製作で映画シリーズが順次公開された。この映画シリーズの同名主題歌は島倉千代子のデビュー作である。

## 小説
雑誌「明星」に連載された。単行本は1955年から1956年にかけ東京文芸社より発行。1960年に東方社より復刊版が出され、1963年に春陽堂書店で文庫化された。

## 映画
1955年から1956年にかけて以下のシリーズが製作された。

### シリーズ一覧（映画）
1. この世の花 第一部「慕情」（1955年3月1日）
2. この世の花 第二部「悲恋」・第三部「開花」（1955年3月8日）
3. 続この世の花 第四部「おもいでの花」・第五部「浪花の雨」（1955年11月6日）
4. 続この世の花 第六部「月の白樺」・第七部「別れの夜道」（1956年2月19日）
5. 続この世の花 第八部「さすらいの浜辺」（1956年6月22日）
6. この世の花完結篇 第九部「愛の裁き」・第十部「熱砂の抱擁」（1956年10月14日）

### キャスト（映画）
- 有川貢：川喜多雄二
- 浅間久美子：淡路恵子
- 父・剛造：柳永二郎
- 母・千代子：吉川満子
- 弟・清：高山武男
- 吉野俊吉：片山明彦
- 父・源太郎：奈良真養
- 母・なか：本橋和子
- 多加志：田口顕二

### スタッフ（映画）
- 監督：穂積利昌
- 原作：北條誠
- 脚色：棚田吾郎、舟橋和郎、富田義朗
- 音楽：万城目正